# Tumanski R-11

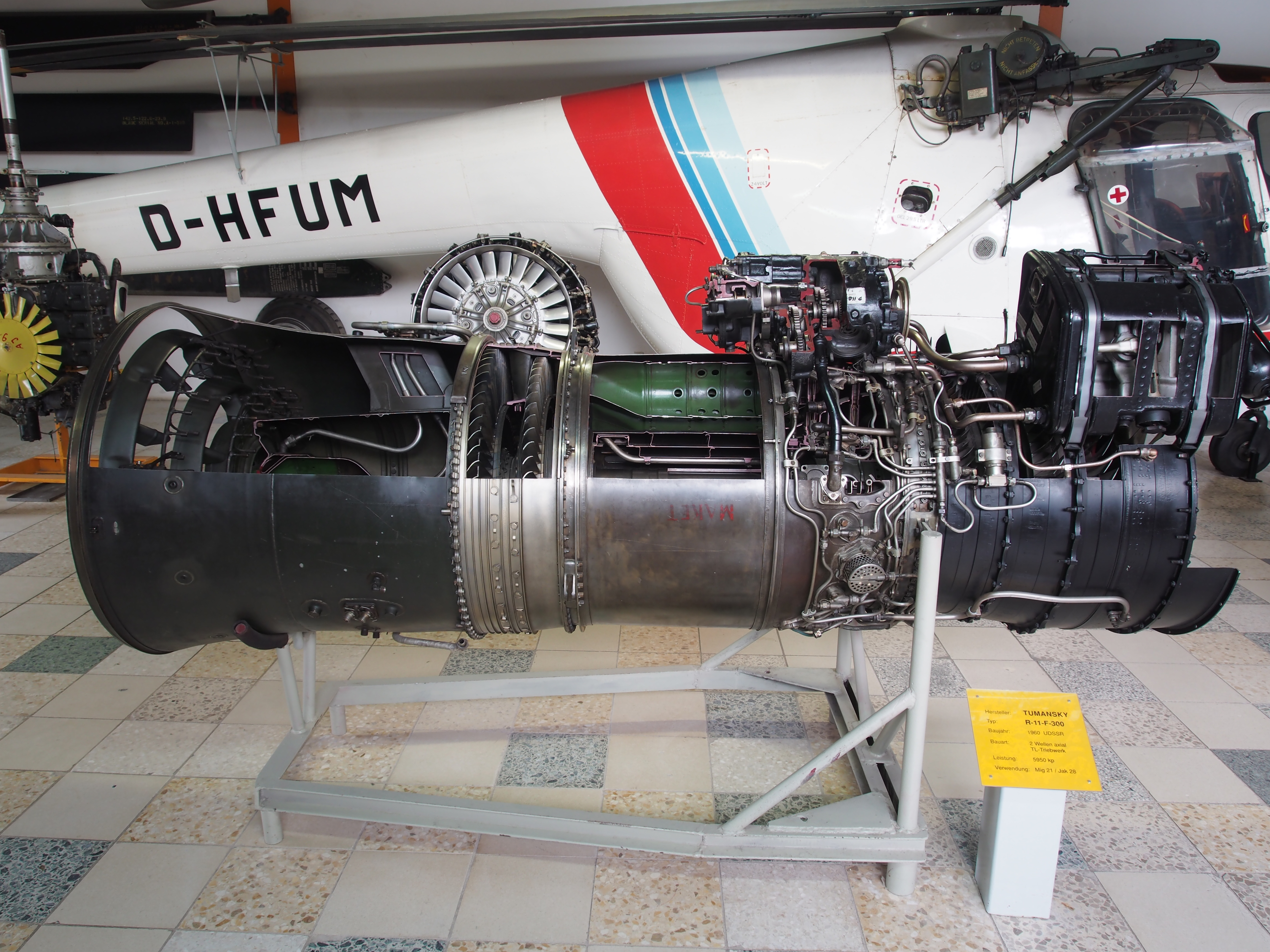
Schnittmodell R-11F-300 mit Nebenaggregaten

Das Tumanski R-11 ist ein sowjetisches Zweiwellen-Strahltriebwerk.

## Geschichte
Das R-11 wurde von Alexander Mikulin, Sergei Tumanski und Boris Stetschkin ab Mai 1953 als Mikulin AM-11 entwickelt. Das auf den Erfahrungen mit dem Tumanski RD-9 basierende R-11 ist das erste sowjetische entwickelte Zweiwellen-Turbojet-Triebwerk. Es wurde ab 1958 in verschiedenen Versionen der Jak-25, MiG-21 und Suchoi Su-15 verwendet. Bis zum Ende seiner Einsatzzeit wurden fast 21.000 Stück gebaut. Damit ist es eines der meistgebauten Strahltriebwerke weltweit. In der MiG-21 wurde das R-11 später durch das R-13 ersetzt.

## Konstruktion

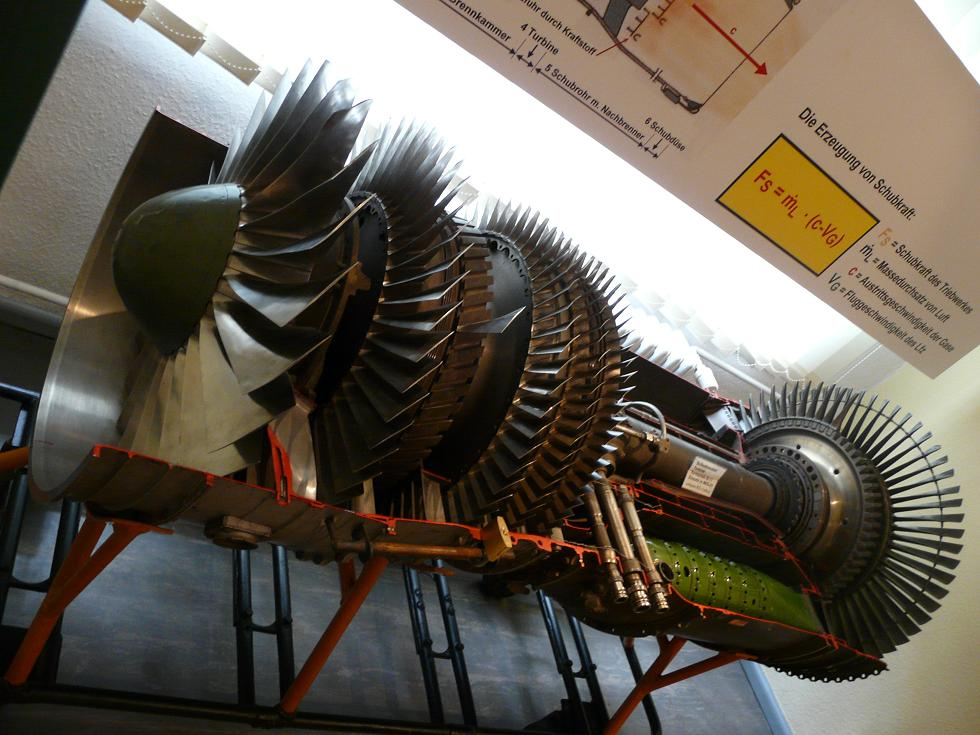
Schnittmodell

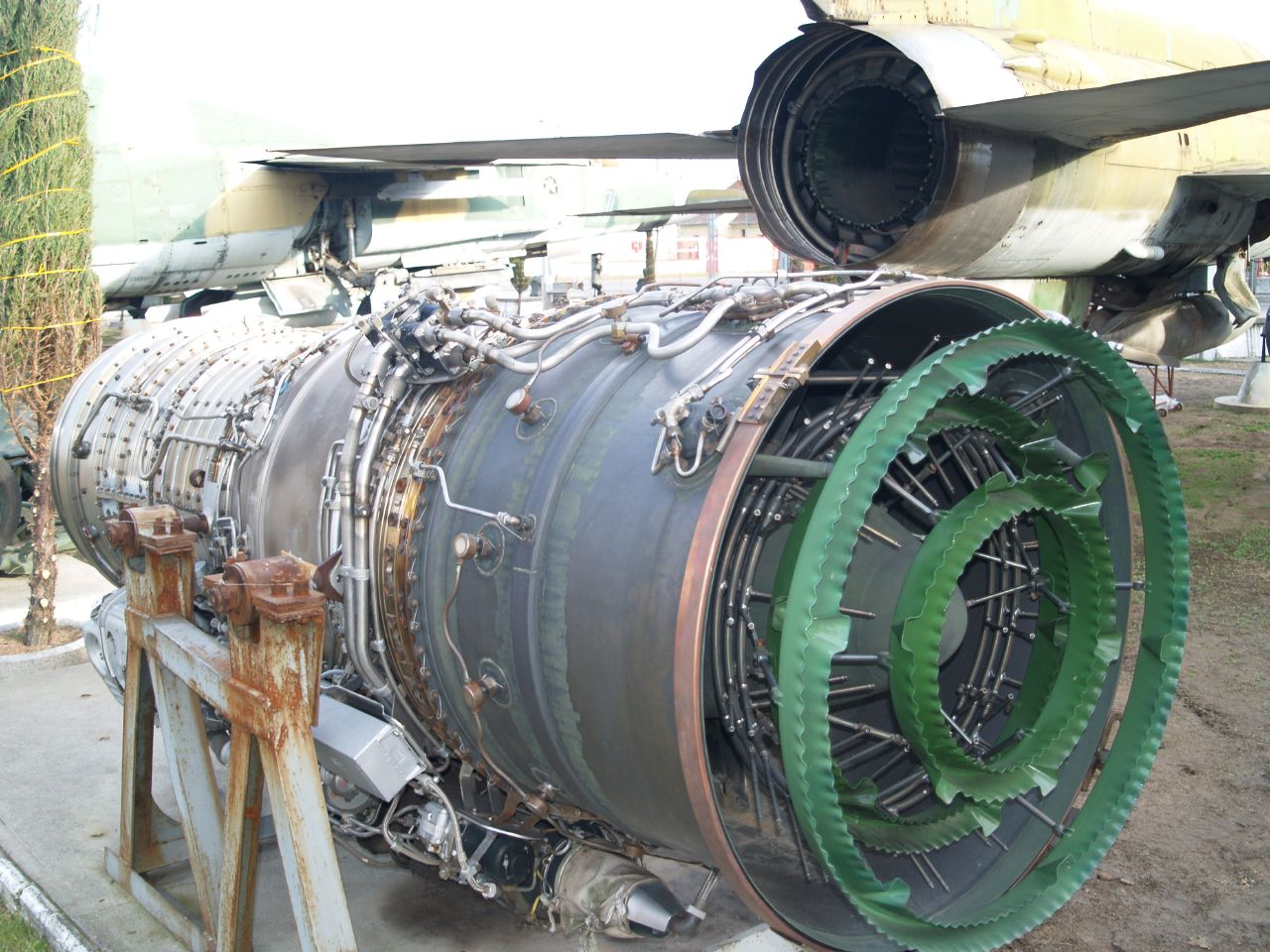
Nachbrenner

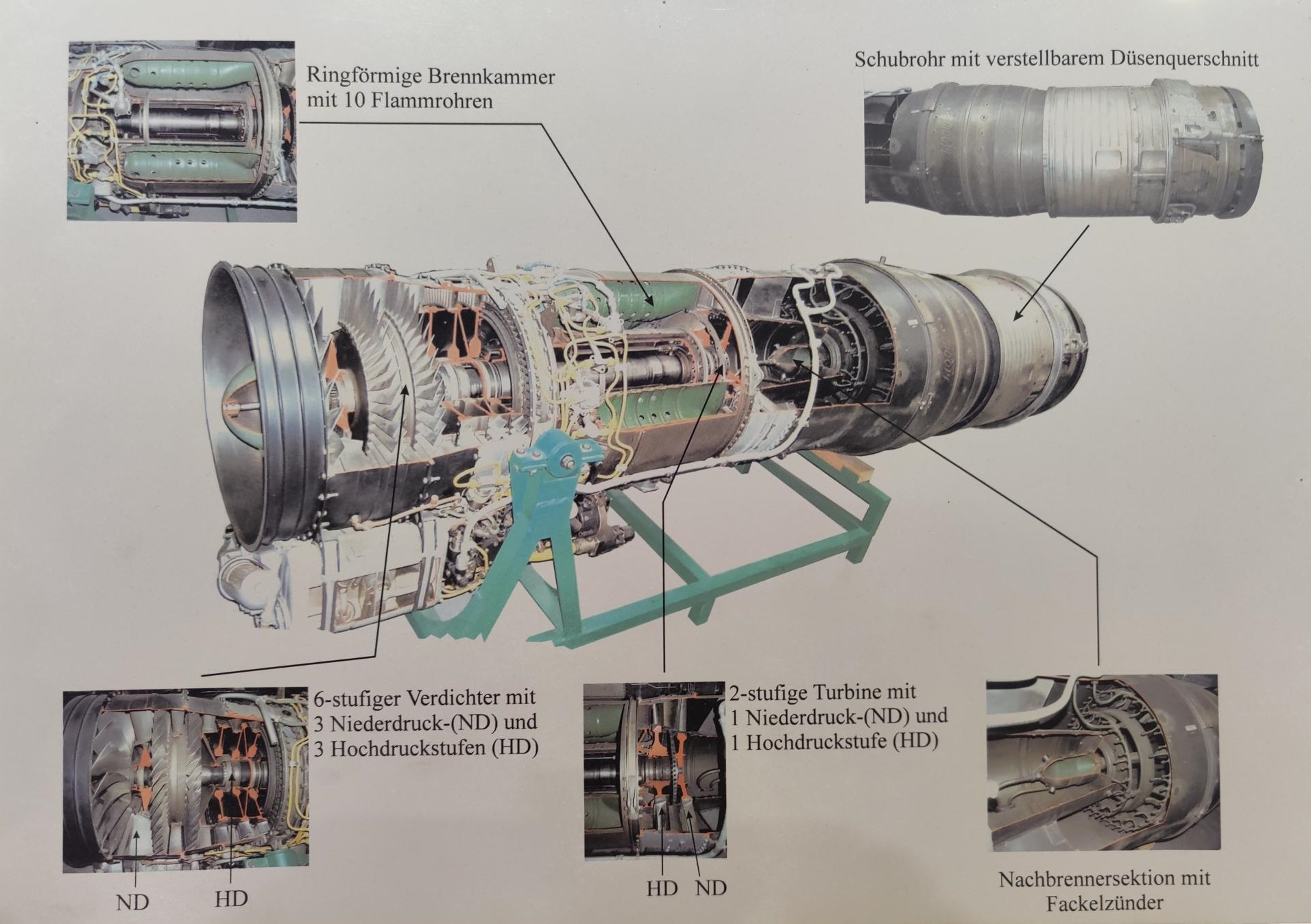
Funktionsmuster R-11F-300 in der WTS-Koblenz

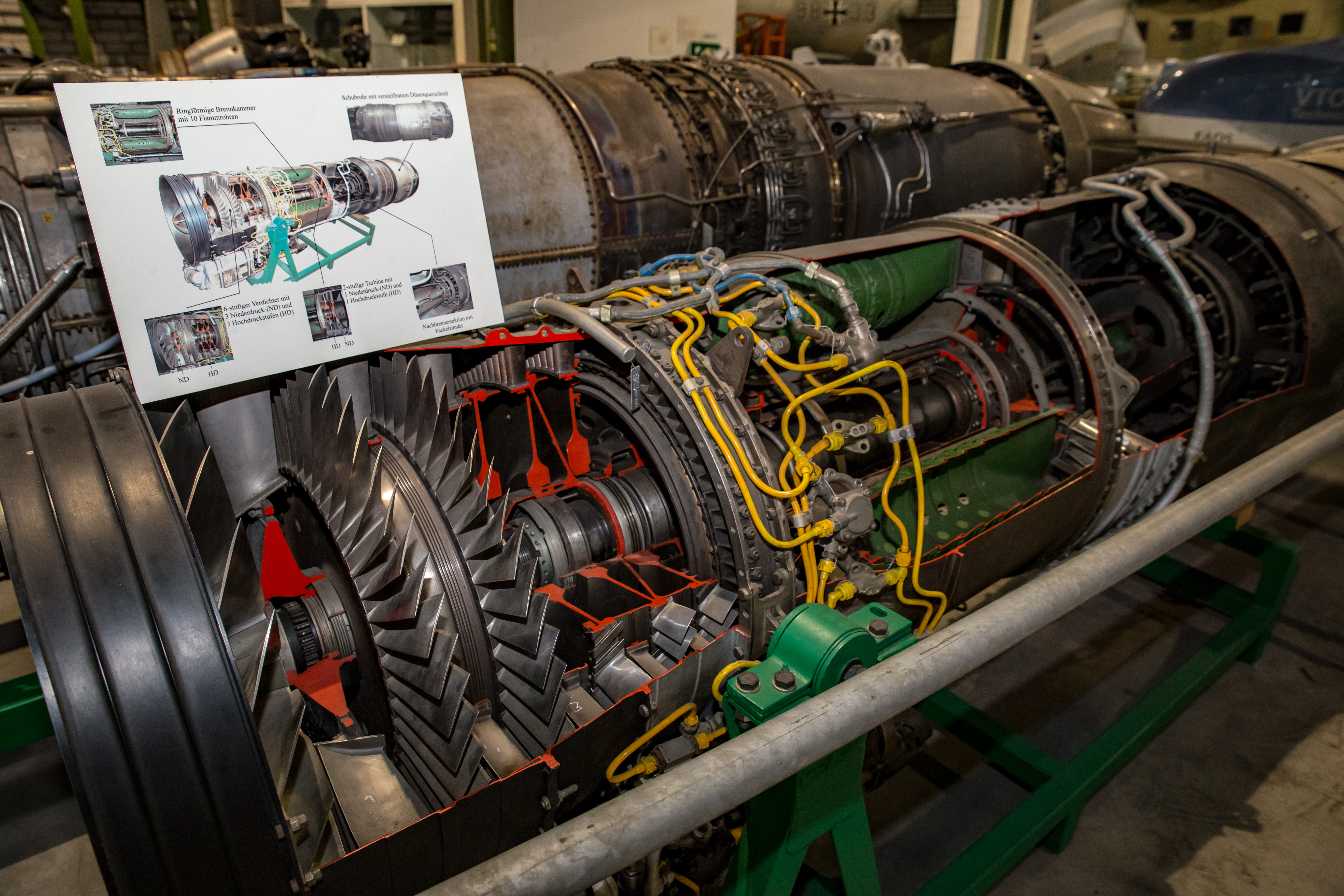
Schnittmodell R-11F-300 in der WTS-Koblenz

Die erste Serienversion, das R-11F-300, ist mit einer ringförmigen Brennkammer, einem dreistufigen Überschall-Niederdruckverdichter, einem dreistufigen transsonischen Hochdruckverdichter und einer jeweils einstufigen Hoch- und Niederdruckturbine ausgerüstet. Die zweite Verdichterstufe ist mit ummantelten Blättern ausgerüstet, um Resonanzschwingungen zu verhindern. Die Hochdruckwelle enthielt einen Drehzahlbegrenzer und einen Getriebeanschluss für den Antrieb von Sekundärgeräten nach der letzten Stufe. An diesem Getriebe waren der Starter/Generator, zwei Hydraulikpumpen, zwei Kraftstoffpumpen, ein Kompressor für Luft und ein Drehzahlmesser angeschlossen. Die Ringbrennkammer hatte 10 Rohre, von denen zwei mit Entladungszündern ausgerüstet waren. Der Nachbrenner besteht aus einer elektrohydraulisch verstellbaren, irisförmig-axialsymmetrischen Düse und drei Kraftstoffeinspitzringen. Gegenüber den Vorversionen wurde die Ringbrennkammer geändert, der Durchmesser der Hochdruckturbine um 15 mm vergrößert und die Niederdruckturbine mit schmaleren Blättern ausgerüstet.

## Versionen
- RD-11 (AM-11) – erste Version, ohne Nachbrenner, verwendet in den Versuchsflugzeugen von Mikojan-Gurewitsch Je-2A, Je-4 und Je-5. Probleme bei der Erprobung machten eine Überarbeitung notwendig
- R-11-300 – erste Serienversion ohne Nachbrenner, Produktion seit 1954
- R-11A-300 – Modifikation des R-11-300 für den Einbau in die Tragflächengondeln der Jakowlew Jak-28
- R-11W-300 – spezielle Version für große Höhen, ohne Nachbrenner, eingebaut in die Höhenaufklärerversion der Jak-28
- R-11F-300 – erste Serienversion (taktische Bezeichnung R-37F) mit Nachbrenner und 38,2 / 53,4 kN Schub, ab 1956 gebaut, verwendet in MiG-21F, -F-13, -P und -U sowie in der Su-15WD.[4]
- R-11AF-300 – verbesserte Version für die Jakowlew Jak-28B, -L and -U.
- R-11F2-300 – Version mit neuem Verdichter, Nachbrenner und Düse mit 38,7 / 60,0 kN Schub, ab 1962 verwendet in MiG-21P, -F-13, -PF und -FL.
- R-11AF2-300 – modifiziertes R-11F2-300 für die Jakowlew Jak-28I, -R und -P.
- R-11F2S-300 – ab 1965 ausgelieferte verbesserte Version für MiG-21PF, -PFM, -PFS, -R, -S, -U, -US und -UM sowie für die Su-15TM, -UT und -UM mit 38,2 / 60,6 kN Schub. Es ist für ein Grenzschichtbeeinflussungssystem (SPS-System) vorbereitet und hat außerdem zwei vom Piloten wählbare Nachbrennerstufen, so dass schneller Überschallgeschwindigkeit erreicht werden kann.
- R-11AF3-300 – Versuchsversion mit höherer Leistung und ersten Konstruktionsmerkmalen des Tumanski R-13 zum Einbau in die Jak-28PM
- R-11F2SK-300 – Version mit Schubdüsenkorrektureinrichtung KDS für MiG-21M mit 38,2 / 60,6 kN Schub

### Wopen WP-7
Das R-11 wird in China als Wopen WP-7 gebaut und erlitt ein ähnliches Schicksal wie das Tumanski R-13. Ursprünglich sollten beide in China unter Lizenz gebaut werden, aber aufgrund der sowjetisch-chinesischen Spaltung wurde die Lizenz und die technische Unterstützung zurückgezogen. Unter der Leitung von Chefkonstrukteur Jiang Hepu gelang den Chinesen der erfolgreiche Nachbau beider Triebwerke, denen die Bezeichnung WP-7 und WP-13 gegeben wurde.
- WP-7 – chinesische Kopie des R-11F-300 für den Einsatz in der Chengdu J-7I und F-7A mit 38,2 / 53,4 kN Schub. Es unterscheidet sich durch eine spezielle Kombination von kreis- und sternförmigen Flammstabilisatoren am Nachbrenner von den sowjetischen Modellen.[4] Erster erfolgreicher Test im Oktober 1965.[5]
- WP-7B – verbesserte Variante des WP-7 für J-7II, F-7B, -JJ und FT-7 mit 40,2 / 58,8 kN Schub
- WP-7B (BM) – weiter verbesserte Version für die F-7M und -P mit 40,2 / 59,8 kN Schub
- WP-7F – wiederum verbesserte Version für die J-7E mit 44,1 / 63,7 kN Schub

## Bezeichnungsschema
Das allgemeine Bezeichnungsschema für die sowjetischen Strahltriebwerke am Beispiel des R-11F2S-300 ist dabei:
- R = Reaktiwny dwigatel = Strahltriebwerk
- 11 = Nummer
- F = Forsasch (=Nachbrenner)
- 2 = 2. (verbesserte) Serie
- S = SPS-System (anblasen der Grenzschicht)
- 300 = Index für OKB Tumanski

## Technische Daten

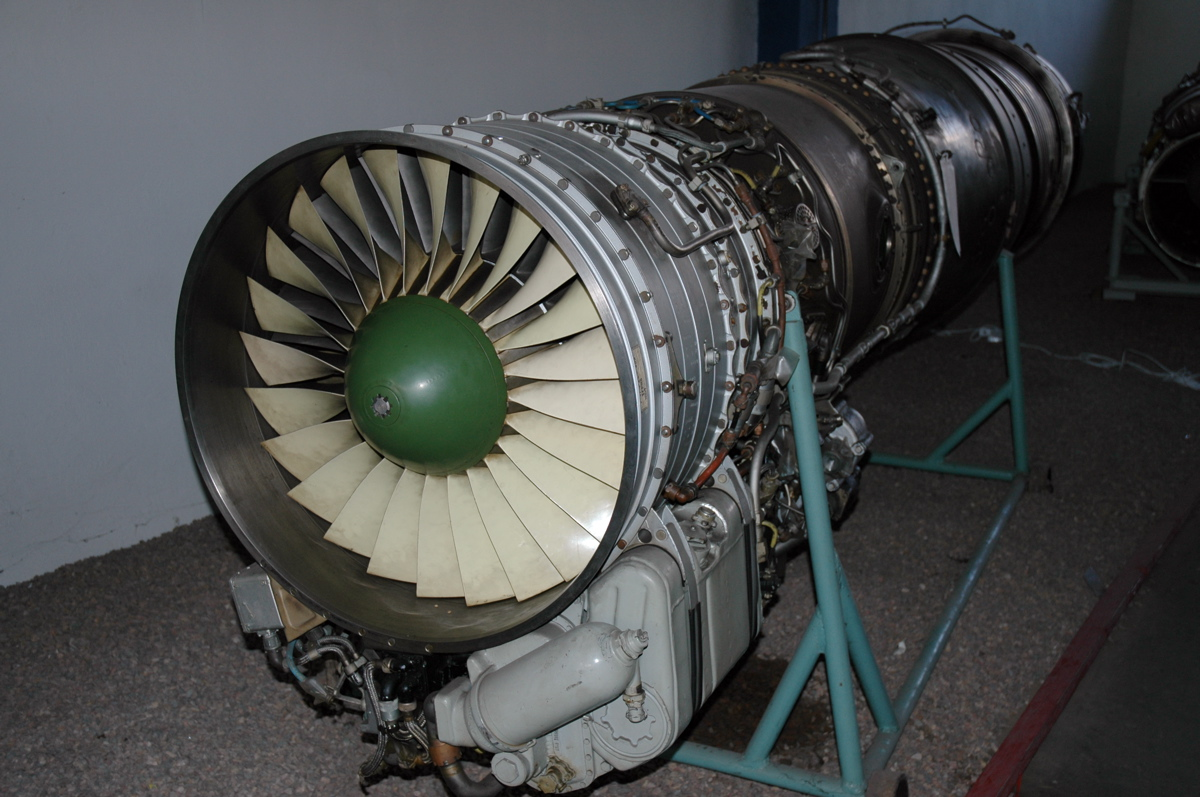
Einlassseite

| Kenngröße                           | Daten R-11F-300                         |
| ----------------------------------- | --------------------------------------- |
| Leistung (mit / ohne Nachbrenner)   | 56,3 kN / 38,7 kN                       |
| Luftdurchsatz                       | 63,7 kg/s                               |
| Gesamtdruckverhältnis               | 8,9:1                                   |
| Gastemperatur beim Turbineneintritt | 1175 K                                  |
| Länge                               | 4,60 m                                  |
| Durchmesser                         | 0,91 m                                  |
| Trockenmasse                        | 1124 kg                                 |
| Verdichterstufen (ND/HD)            | 3 / 3                                   |
| Turbinenstufen (ND/HD)              | 1 / 1                                   |
| Brennkammer                         | Rohr-Ringbrennkammer mit 10 Flammrohren |